# KPhone
KPhone est un logiciel libre de téléphonie par internet (téléphonie sur IP) fonctionnant sur des systèmes d'exploitations de type UNIX. Il prend également en charge la messagerie instantanée et la visiophonie.
C'est un logiciel libre sous licence GPL, c’est-à-dire que son code source est consultable et modifiable par tous.
KPhone utilise le protocole SIP pour communiquer. SIP est standardisé à l'IETF, l'institut international qui gère la majorité des protocoles utilisés sur l'internet.
Il s'agit d'un logiciel KDE fonctionnant sous GNU/Linux et BSD.